# Perosa Argentina

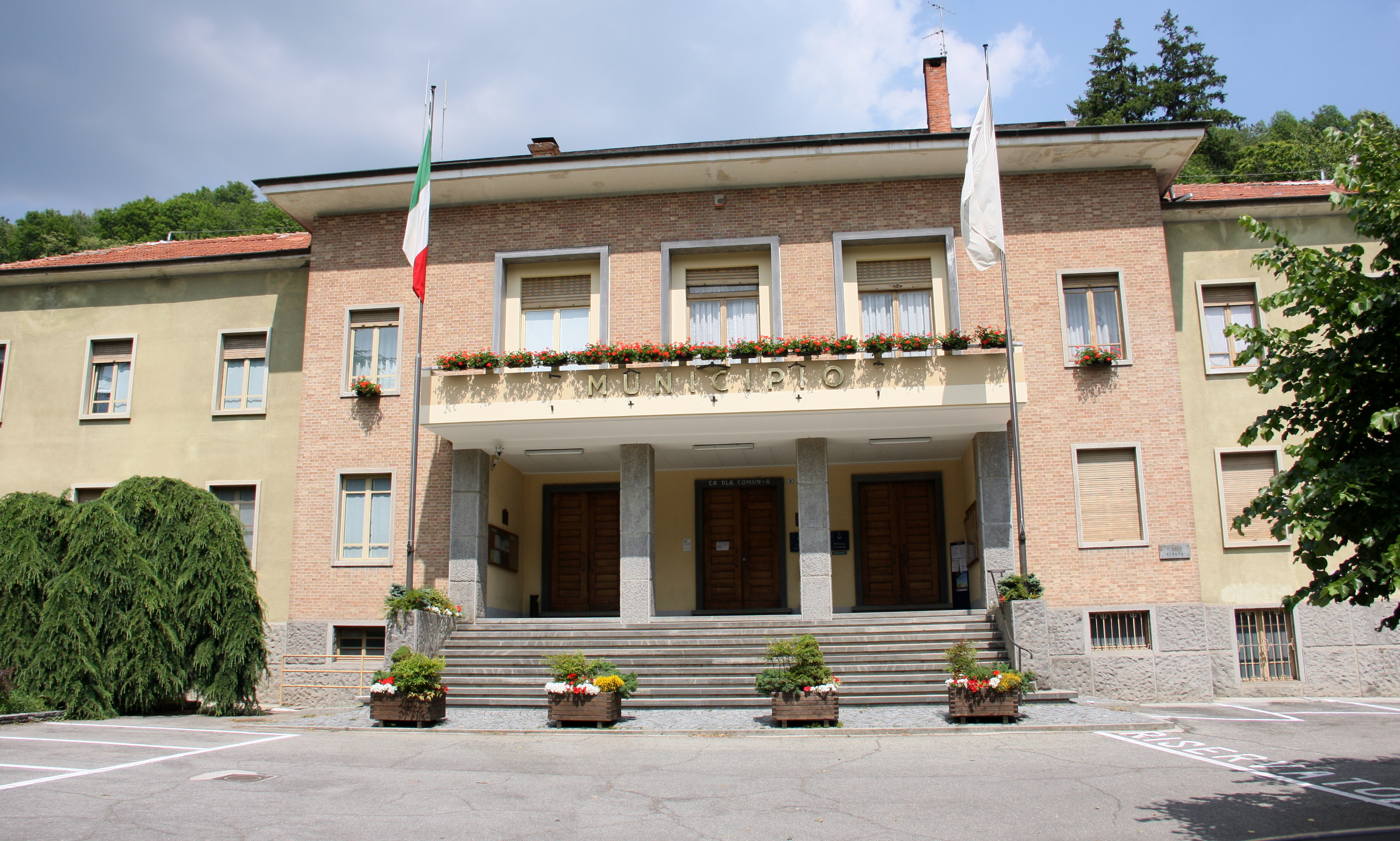
Municipio di Perosa Argentina

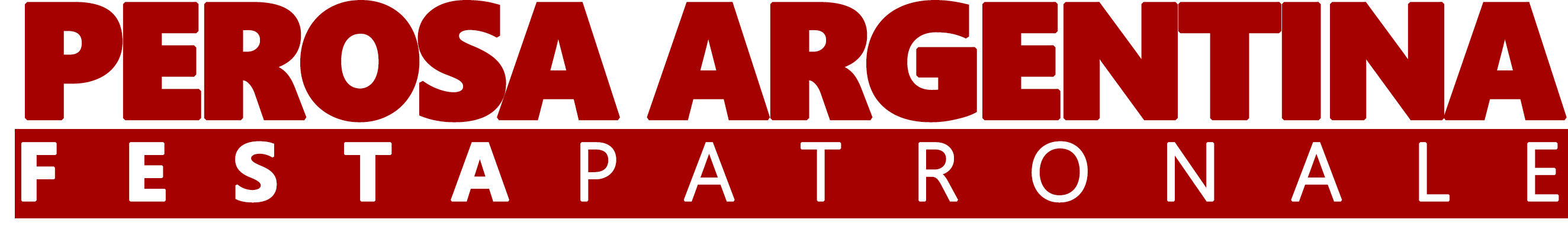
Logo della festa patronale di San Genesio

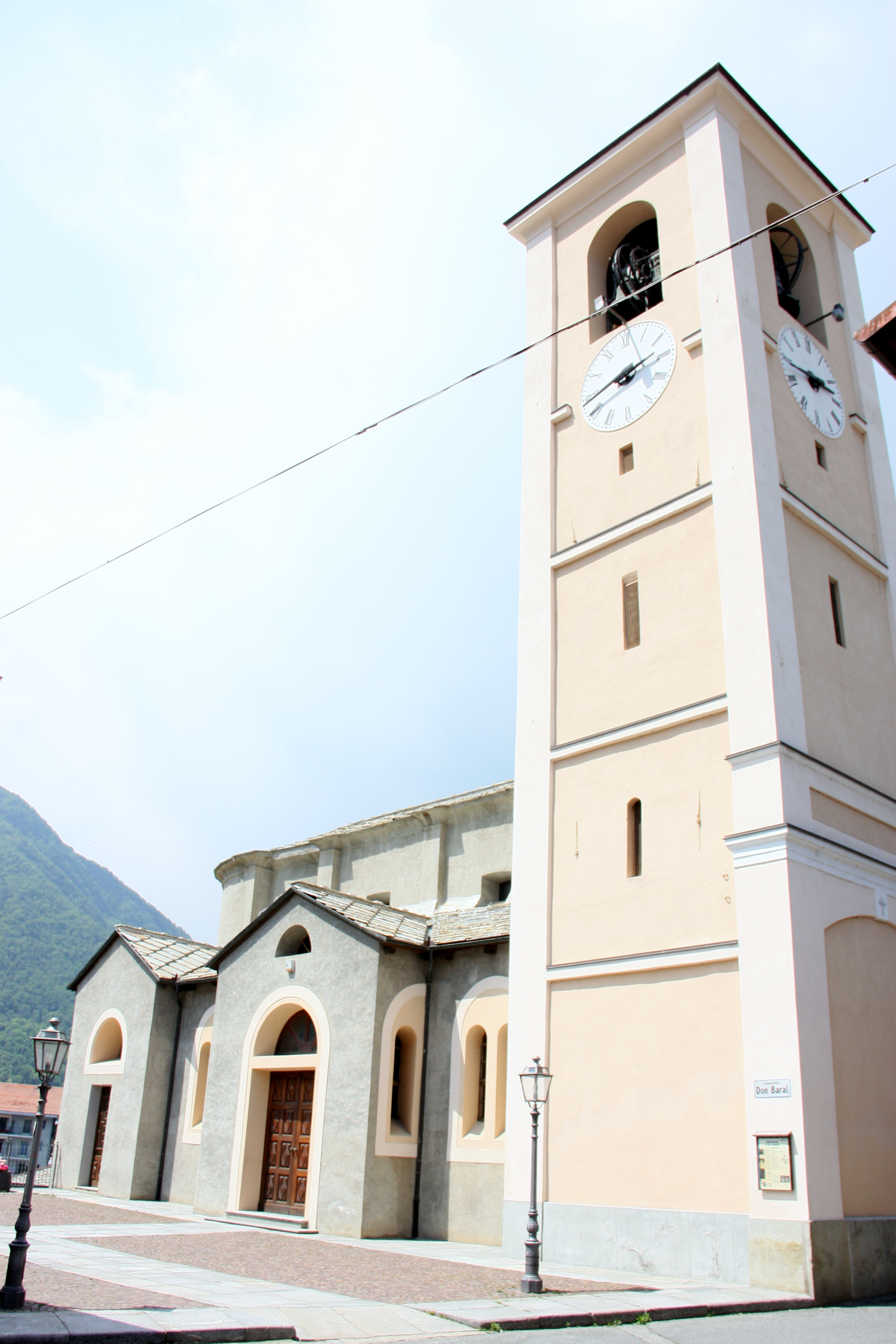
Chiesa parrocchiale di San Genesio a Perosa Argentina

Perosa Argentina (Perosa [peˈrʊza] in piemontese, Peirosa o Peiruzo [peiˈrʊzɔ] in occitano) è un comune italiano di 3 102 abitanti della città metropolitana di Torino in Piemonte
Si trova nella media Val Chisone e faceva parte della Comunità Montana Valli Chisone e Germanasca che, dal 2010, fa parte della Comunità montana del Pinerolese e attualmente ricostituita sotto il nome di Unione Montana delle Valli Chisone e Germanasca, una unione di comuni che comprende i territori di Fenestrelle, Inverso Pinasca, Massello, Perrero, Pinasca, Pomaretto, Porte, Prali, Pramollo, Roure, Salza di Pinerolo, San Germano Chisone, Usseaux e Villar Perosa.
Perosa Argentina è il luogo d'origine dei genitori dell'attore francese Fernandel, indimenticato interprete di Don Camillo. Se si viaggia in direzione del Sestriere, ci si imbatte nel cartello che indica la borgata Coutandin luogo dove oggi vi sono ancora i resti della casa che un'insistente voce circolante nella valle indica come reale luogo di nascita Fernandel che venne portato in Francia solo dopo i suoi primi due/tre mesi di vita e dove venne fatto registrare come nativo di Marsiglia allo scopo di fargli ottenere la cittadinanza francese. La struttura versa in grave stato di abbandono ed è parzialmente crollata ma è tuttavia impreziosita da una targa sulla facciata che la indica come "La Casa di Fernandel" facendo riferimento alla sua possibile nascita in quel luogo.

## Geografia antropica

### Territorio
Perosa, incastonata nella splendida cornice delle Alpi Cozie, sorge là dove il torrente Chisone accoglie le acque del Germanasca, nel tratto medio di una valle che si snoda, a parabola, per una cinquantina di chilometri da Pinerolo al colle di Sestriere.
È annunciata da lontano dalla sagoma, semplice e vigorosa, della chiesa di S. Genesio e del suo campanile, che s'ergono su una collina morenica formata dalle grandi glaciazioni dell'era quaternaria.
Si tratta del “sito scosceso che domina sui dintorni e sembra un posto militare di osservazione”, a cui fa riferimento Arnaldo Pittavano; è la rocca sulla quale intorno al Mille sorse un borgo fortificato, centro storico e quartiere tuttora palpitante di vita di un nucleo abitato che si è andato via via espandendo col passare dei secoli.

## Origini del nome
Il termine "Perosa" deriva dalla parola peira, che in lingua occitana significa "pietra", riferendosi a (strada) petrosa, ossia ad una strada con ciottoli. Il modificatore "Argentina" indica che, anticamente, sulle pendici del Monte Bocciarda, esistevano delle miniere di argento, cosa che appare evidente osservando lo stemma comunale, sul quale campeggiano, difatti, tre pietre d'argento. Attualmente una pista forestale, che si origina dalla borgata Serre La Croce, conduce alla località dove erano presenti le miniere. Sulla stessa pista si incontra la suggestiva Fontana degli Alpini. In zona sono altresì presenti delle incisioni rupestri.

## Storia
Di Perosa si fa cenno per la prima volta in un documento dell'8 settembre 1064, con il quale la contessa Adelaide di Savoia (1092-1154), vedova di Oddone di Savoia, concedeva all'abbazia benedettina di S. Maria di Pinerolo, da lei fondata, tutti i diritti di sovranità feudale e di proprietà fondiaria sugli uomini e sulle cose delle valli di Perosa e di S. Martino; il riferimento è a Petrosa, ad indicare la natura del paesaggio di montagna, e Podium Odonis, dal nome del marito di Adelaide, a designare il colle di Perosa Alta.
Quanto detto spiega, tra l'altro, esaurientemente i motivi per i quali l'antichissimo stemma perosino reca tre pietre in campo nero, con il motto Dant fructus lapides ("le pietre danno frutti").
Il piccolo villaggio era guardato da un castello e nel bel mezzo, già allora intitolata a san Genesio, vi sorgeva la chiesa, retta da un benedettino dell'abbazia di Pinerolo.
Alla morte di Adelaide, scoppiarono dissidi tra grandi feudatari, abbazie e monasteri della regione subalpina. Ne approfittò Tommaso I di Savoia per rientrare in possesso degli antichi domini della famiglia, compresa Pinerolo di cui fu acclamato signore. Il popolo, da parte sua, rivendicava le prime libertà comunali e prendevano consistenza forme di dissidenza religiosa e di protesta ereticale.
Alla fine del XIII secolo la presenza valdese nelle valli doveva costituire un fatto tutt'altro che trascurabile, se nel 1297 si decise di inviare a Perosa un inquisitore. Minacce, multe, confische di beni, torture non diedero tuttavia i risultati sperati; tanto che, novant'anni dopo, nel 1387, l'inquisitore Antonio di Settimo lamentava che molti abitanti del luogo non solo aderivano all'eresia ma addirittura la diffondevano nelle valli vicine.
In questo periodo (1301-1418) i principi d'Acaja, ramo cadetto dei Savoia, con le armi e con i matrimoni estesero il loro dominio su quasi tutto il Piemonte, facendo di Pinerolo la capitale del loro Stato.
Perosa aveva ottenuto nel corso del XII secolo di organizzarsi in comune rurale sotto la sovranità dell'abate di S. Maria. Gli Acaja confermarono gli statuti e le antiche consuetudini, e nel 1420 Amedeo VIII, primo duca di Savoia, aumentò considerevolmente tali franchigie e privilegi.
Ma, tormentata terra di confine, oggetto di continua contesa fra Delfini e Savoia fin dalla morte di Adelaide, la valle subirà soprattutto nel corso del XVI, XVII e XVIII secolo le tragiche conseguenze della rivalità franco-sabauda e le popolazioni del luogo pagheranno a carissimo prezzo, in migliaia di vite umane, falcidiate da guerre, pestilenze e miseria, le ciniche scelte della politica internazionale.
Andirivieni di eserciti, alternanza di divise e di signori; trentotto anni di dominazione francese ad opera di Francesco I e trionfale ingresso a Pinerolo di Emanuele Filiberto, il 1º gennaio 1575; l'insediamento in valle delle missioni cappuccine, allo scopo di porre un argine al diffondersi della religione riformata, con il seguito delle persecuzioni di Carlo Emanuele I nei confronti della popolazione valdese, relegata sulle terre alla destra orografica del Chisone e costretta, in parte, all'emigrazione in paesi lontani (con la conseguente nascita in Germania del villaggio di Perouse, nel comune di Rutesheim): questo il drammatico quadro della complessa situazione che segna questa contrada tra il XVI e il XVII secolo.
Nel corso di tanto tumultuose vicende, Perosa venne assediata per ben due volte dalle truppe francesi: nel 1592 dal Lesdiguières, sceso in valle per rintuzzare gli ambiziosi tentativi sabaudi di occupazione della val Pragelato (appartenente alla Francia fino al Bec Dauphin, quale eredità dei Delfini), e nel 1630 dal cardinale Richelieu in persona, deciso ad impadronirsi del Monferrato e a contrastare le pretese dinastiche di Carlo Emanuele I su quelle terre.
Son altri settant'anni circa di dominazione francese, la seconda, durante la quale la valle ebbe modo di accogliere nuovi illustri ospiti: il Vauban, architetto di Luigi XIV, che fece di Pinerolo una delle più potenti piazzeforti d'Italia; D'Artagnan, il famoso moschettiere, che scortò alla cittadella di Pinerolo il sovrintendente alle finanze del Re Sole, Nicolas Fouquet, accusato di malversazione e ribellione; la famosa quanto misteriosa Maschera di Ferro; il Catinat…
A questo proposito va ricordato che nel 1665, necessitando la fortezza di Pinerolo di urgenti riparazioni, il Fouquet fu trasferito per un intero anno al forte di Perosa (edificato dai Savoia nel 1628 sulla spianata di Ciampiano).
Oggetto di particolarissima attenzione in pace e in guerra per la loro posizione strategica, le fortificazioni perosine furono inevitabilmente segnate da alterna fortuna.
Se di esse, oggi, non rimangono che pochi resti, ciò non va addebitato, una volta tanto, alla trascuratezza degli uomini. Borgo fortificato fin dal tempo degli abati, successivamente ampliato dagli Acaja e munito di “buone e alte mura” dai duchi sabaudi, piazzaforte di rilievo durante la seconda dominazione francese, nel 1696 Perosa fu restituita ai Savoia, ma alla condizione che ne venisse completamente demolita la cittadella.
La stessa sorte era toccata nel 1601 al forte di S. Giovanni, geniale opera di Ascanio Vittozzi, fatto costruire appena quattro anni prima sul roccione di Bec Dauphin, l'antico confine tra Delfini e Savoia (il restante rudere faceva parte di una ridotta francese del 1631).
Tornata ai Savoia, Perosa fu mantenuta come luogo munito fino all'occupazione napoleonica del 1796 (terza dominazione francese) e successivamente, con la Restaurazione, divenne parte del Regno di Sardegna, seguendone le sorti fino all'Unità d'Italia.
Un anno dopo la proclamazione del Regno d'Italia, l'11 novembre 1862, il consiglio comunale all'antico nome del luogo aggiunse l'appellativo "Argentina", in ricordo delle miniere d'argento sfruttate nell'epoca medievale.
Con regio decreto del 15 aprile 1928 n. 974, i comuni di Meano e Pomaretto furono soppressi e aggregati al comune di Perosa Argentina. Con D.P.R. 31 luglio 1954, n. 882 il comune di Pomaretto fu ricostituito come comune autonomo.

### Simboli
Lo stemma e il gonfalone sono stati concessi con decreto del presidente della Repubblica del 17 maggio 1986.
Il gonfalone è un drappo di colore bianco.

## Società

### Evoluzione demografica
Abitanti censiti

## Geografia antropica

### Suddivisioni amministrative
Il territorio comunale è formato dal capoluogo (Perosa Argentina), da una frazione (Meano) e da numerose borgate, elencate di seguito in ordine alfabetico: Aira, Baisa, Baral, Brandoneugna, Breirè, Bressi, Briera, Briere, Cassas, Chialme, Champriond, Ciabot, Cialviniera, Ciampiano, Ciapella, Ciarena, Clot di Ciampiano, Colombera, Colombero (cascina), Combale, Combavaccè, Combe, Coutandin, Crosie, Forte, Freutreria, Gataudia, Gilli, Grange (Perosa), Grange (Meano), Jartousiere, Lageard, Lobero, Micela, Micol, Migliasola, Moliere, Passoir, Peirot, Podio, Poetti, Prageria, Prese, Quinto, Raudori, Rio Agrevo, Robert, Russet, Sagna, Saretto, Selvaggio, Serre, Serre La Croce, Sinchette, Torano, Viali, Vivian.

## Cultura

### Manifestazioni
- La Festa Patronale di San Genesio si svolge, ormai da alcuni anni, durante il weekend della penultima domenica di agosto ad opera della Pro Loco in collaborazione con le altre associazioni perosine e numerosi collaboratori. Vi si svolgono numerose manifestazioni, tra le quali il mercatino delle pulci, spettacoli itineranti, mostre ed eventi sportivi (tra i quali il Torneo Goliardico delle Associazioni Perosine e il Torneo di Bocce delle Associazioni Perosine). Dal 2016 è stata inoltre introdotta la Perosa4Run, una corsa podistica non competitiva che prevede un percorso di circa 4 chilometri attraverso le strade del paese. Tra gli eventi, si annovera l'elezione del Perosino dell'anno ad opera dell'amministrazione comunale.
- L'Associazione Culturale Poggio Oddone organizza la terza domenica di settembre di ogni anno la rievocazione storica Poggio Oddone Terra di Confine con la fiera del Plaisentif. Questo formaggio, tipico degli alpeggi dell'alta Val Chisone, viene prodotto con latte rigorosamente munto al mattino e alla sera da mucche che si alimentano su pascoli alpini ricchi di flora, in particolare di viole, per cui viene chiamato "formaggio delle viole". Ogni anno, nobili e popolani, paggi e musici, margari e cavalieri danno vita alla Rievocazione Storica denominata "Il dono del formaggio" durante la quale pagine di storia della Val di Perosa vengono rivisitate con la rappresentazione di eventi ed episodi di vita quotidiana del XVI secolo. Con la nomina del Governatore secondo il rituale antico e con la suggestiva fiaccolata in costume che introduce ai balli e suoni occitani, si entra nell'atmosfera magica e un po' surreale di un paese che rivive il suo passato. Il corteo di nobili e popolani, l'assoldamento, le richieste dei margari e la stipulazione di antichi decreti, la festa dell'avvenuta riappacificazione, i tamburi e gli sbandieratori di Poggio Oddone e la cena medioevale in costume, le danze e i suoni occitani renderanno indimenticabile questo week end di inizio autunno. Più di 100 figuranti in costume cinquecentesco danno vita alla manifestazione più affascinante con canti, fiaccolate, tamburi e sbandieratori, nobili e popolani, cavalieri e dame che per tre giorni animano le vie del paese.
- Rassegna zootecnica: si svolge ogni anno il secondo lunedì di ottobre. La folcloristica fiera zootecnica che ogni anno porta centinaia di capi di bestiame in esposizione che vengono visitati da migliaia di persone e che sono un polo di attrazione per i bambini delle scuole di valle che hanno così modo di vivere, anche se solo per un giorno, un'esperienza antica. La manifestazione organizzata dal Comune e dalla Comunità Montana chiude l'anno agricolo ed è una delle più importanti occasioni di scambio e di commercio del bestiame. Premi ai migliori allevatori, stime ed il "pranzo degli alpini" chiudono la giornata.
- Erbeinfiera e vino nuovo: ogni anno la terza domenica di marzo si svolge un mercato a carattere ultra mensile delle erbe lungo le vie del paese che attira migliaia di curiosi e di turisti, si presenta con le seguenti sezioni: erbe, piantini/cavagne, vino nuovo (ultima vendemmia), profumi e liquori, artigianato tipico, mostre, conferenza, animazioni. A cura dell'Associazione Culturale Poggio Oddone.
- Festa di Meano, in località Jartousiere: la festa della Frazione di Meano, molto sentita dai Meanesi, attira grandi folle con il suo nutrito programma che prevede balli, gare al piattello, cene tipiche, stand di street food tra cui è possibile cibarsi dei più celebri formaggi come il gorgonzola (in piemontese gongorzola) e la toma piemontese, e culmina con l'elezione di Miss Meano. Si svolge ogni anno durante l'ultima settimana di aprile.

## Infrastrutture e trasporti
Perosa Argentina è collegata a Torino mediante autocorse Sadem che transitano da Pinerolo, dove è possibile accedere anche ai servizi ferroviari per il capoluogo.
Fino al 1968 la città rappresentava il capolinea della tranvia Pinerolo-Perosa Argentina, che svolgeva servizio passeggeri e merci.

## Amministrazione
Di seguito è presentata una tabella relativa alle amministrazioni che si sono succedute in questo comune.
| Periodo        | Periodo        | Primo cittadino   | Partito              | Carica  | Note  |
| -------------- | -------------- | ----------------- | -------------------- | ------- | ----- |
| 4 giugno 1985  | 17 maggio 1990 | Renzo Furlan      | Democrazia Cristiana | Sindaco | [ 9 ] |
| 17 maggio 1990 | 24 aprile 1995 | Renzo Furlan      | Democrazia Cristiana | Sindaco | [ 9 ] |
| 24 aprile 1995 | 14 giugno 1999 | Silvano Bertalot  | centro               | Sindaco | [ 9 ] |
| 14 giugno 1999 | 14 giugno 2004 | Giovanni Laurenti | centro-sinistra      | Sindaco | [ 9 ] |
| 14 giugno 2004 | 8 giugno 2009  | Giovanni Laurenti | lista civica         | Sindaco | [ 9 ] |
| 8 giugno 2009  | 26 maggio 2014 | Renzo Furlan      | lista civica         | Sindaco | [ 9 ] |
| 26 maggio 2014 | 27 maggio 2019 | Andrea Garavello  | lista civica Alpes   | Sindaco | [ 9 ] |
| 27 maggio 2019 | in carica      | Nadia Brunetto    | lista civica         | Sindaco | [ 9 ] |

## Sport

### Bocce
La squadra del comune è la Società Bocciofila La Perosina A.S.D., comunemente chiamata La Perosina. Questa milita nel CAMPIONATO ITALIANO DI SOCIETÀ SERIE A maschile nella disciplina volo, la società vanta un ampio palmares.

### Calcio
La principale squadra di calcio del comune è l'F.C. Perosa 1924 ASD. Gioca le partite casalinghe nel campo sportivo comunale, sito in Via San Genesio 7. La Prima Squadra milita nel girone E di Prima Categoria, guidata dal tecnico Giuseppe Quinto, cresciuto come allenatore nel settore giovanile dell'FC Pinerolo. 
La società dispone di un buon settore giovanile, dalla categoria Primi Calci fino ad arrivare alla Juniores, quest'ultima iscritta al campionato Under 19 provinciale del girone unico di Pinerolo e allenata da Mattia Navone. 
Nel 2024 la società ha compiuto cent'anni  (1924-2024).